# 費倫巴爾姆

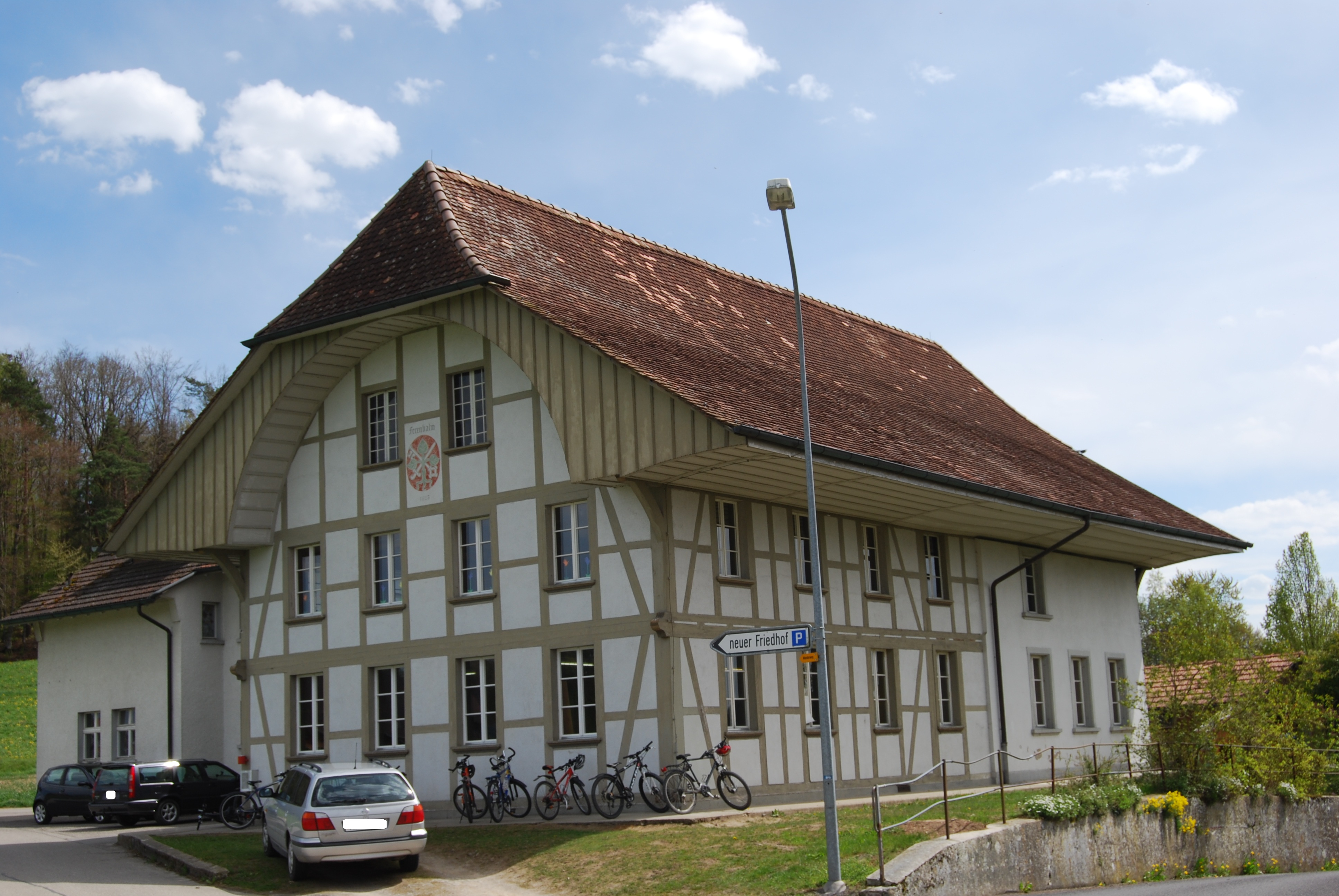

費倫巴爾姆（德語：Ferenbalm）是瑞士的城鎮，位於該國中西部，由伯恩州負責管轄，面積9.18平方公里，海拔高度485米，2011年人口1,252，人口密度每平方公里136人。